# Hannah Arendtbrug
De Hannah Arendtbrug is een vaste brug in Geuzenveld-Slotermeer, Amsterdam Nieuw-West.
De brug is gelegen in de De Savornin Lohmanstraat en overspant een naamloze gracht nabij een rosarium en de groenstrook naar het Geuzeneiland. De brug dateert van rond 1955, toen de wijk werd opgebouwd. De brug is ontworpen door de Dienst der Publieke Werken. De brug kreeg voor wat betreft het ontwerp een zusje in de Maria Woesthovenbrug (brug 620) even verderop. Het zijn beide duikers over dezelfde gracht. De bruggen 620 en 622 hebben landhoofden van baksteen in de vorm van een cirkelsegment. Die cirkelvorm is doorgevoerd in de open ijzeren balustrades, die een open blik geven over het water. Onder de balustrades ligt de duiker met de rechthoekige betonnen onderdoorgang. Brug 621, de tussenliggende hogere brug kwam in eerste instantie van de hand van Aldo van Eyck, maar werd rond 2000 gesloopt en vervangen door een lagere brug naar het voorbeeld van de bruggen 620 en 622. De brug heeft een relatief smalle en lage doorvaart, maar is met een kano bevaarbaar. In de brugkoker is er een faunapassage aan een wand bevestigd. Opvallend aan de brug is dat boven de duiker een soort balkon is geplaatst, iets dat bruggen 620 en 621 niet hebben. 

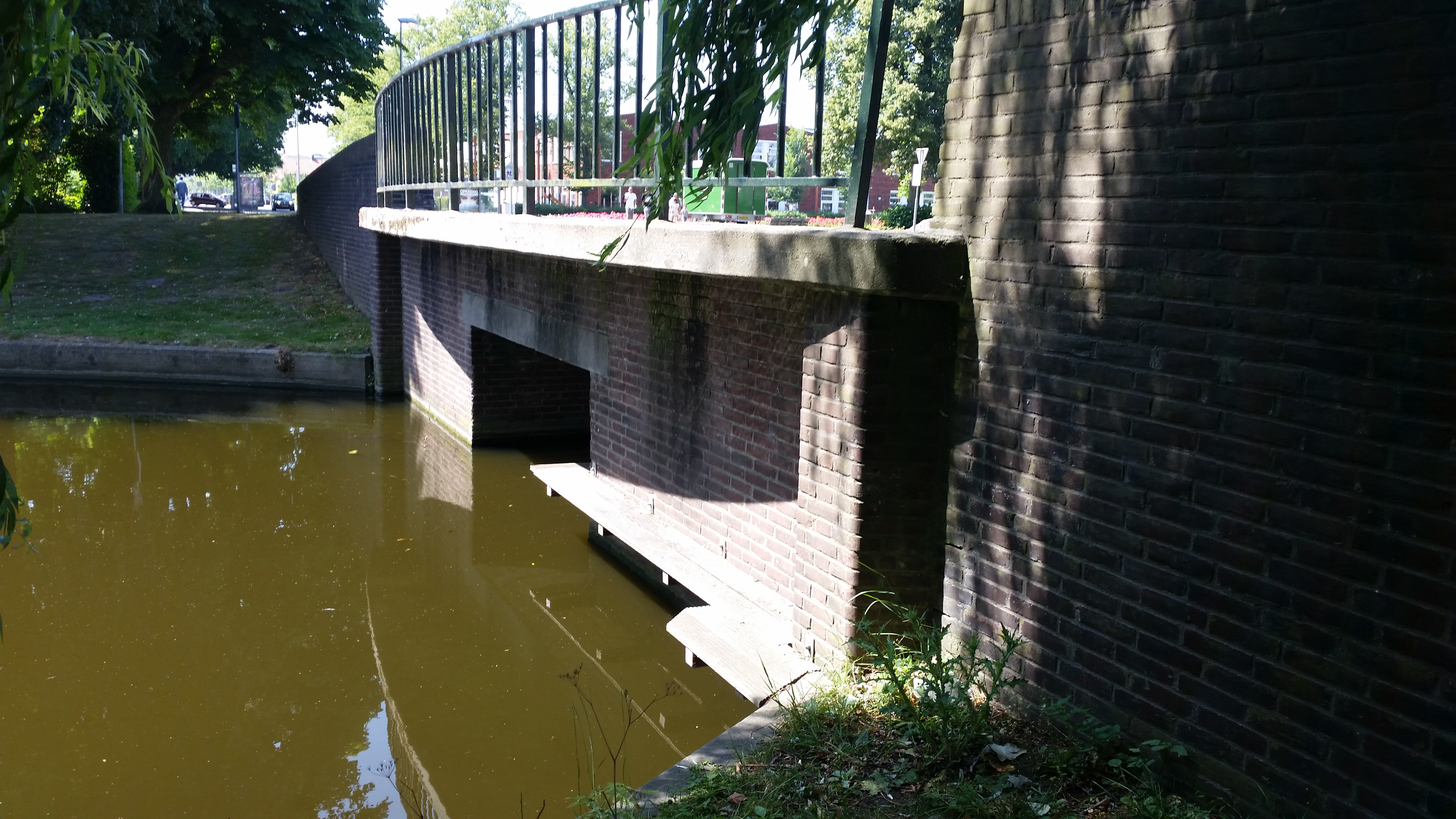
Balkon boven de duiker (juni 2018)

De brug ging vanaf haar oplevering naamloos door het leven als brug 622. De gemeente Amsterdam vroeg in 2016 aan de Amsterdamse bevolking om mogelijke namen voor dergelijke bruggen. Een voorstel deze brug te vernoemen naar filosofe Hannah Arendt (1906-1975) werd in november 2017 goedgekeurd en opgenomen in de Basisadministratie Basisregistraties Adressen en Gebouwen.
<<< · 600 · 601 · 602 · 603 · 604 · 605 · 606 · 607 · 608 · 609 · 610 · 611 · 612 · 613 · 614 · 615 · 616 · 617 · 618 · 619 · 620 · 621 · 622 · 623 · 624 · 626 · 627 · 628 · 629 · 630 · 631 · 632 · 633 · 634 · 635 · 636 · 637 · 638 · 639 · 643 · 651 · 652 · 653 · 655 · 656 · 657 · 658 · 659 · 660 · 661 · 662 · 663 · 664 · 665 · 666 · 667 · 668 · 669 · 670 · 671 · 673 · 674 · 675 · 676 · 677 · 678 · 679 · 681 · 682 · 683 · 684 · 685 · 687 · 688 · 689 · 690 · 691 · 692 · 695 · 696 · 699 · >>>
Verdwenen brugnummers: 625 (afgebroken brug Sam van Houtenstraat), 640, 644, 645, 646, 647, 648, 650, 672 (duiker Cornelis Lelylaan, Rembrandtpark), 694, 698.
Nooit gebouwd: 649, 680 (nooit gebouwde brug Sloterplas).
Brugnummers 641, 642, 654, 686, 693, 694 en 697 zijn onbekend.